# 크레이그 쇼이메이커

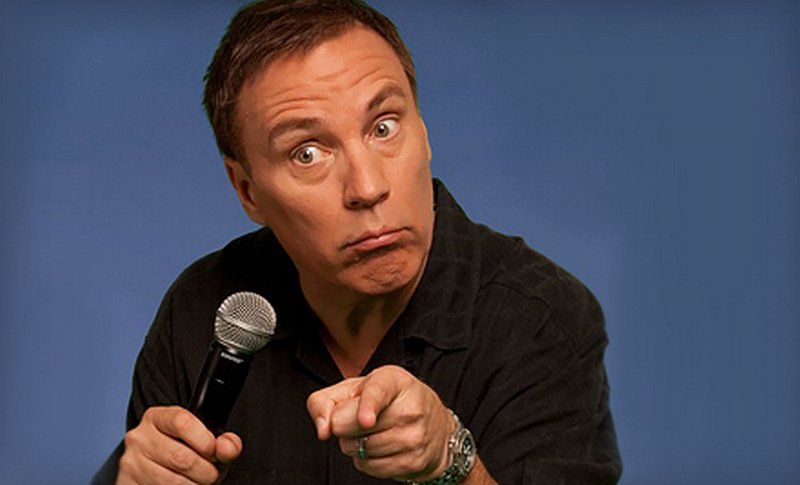

크레이그 쇼이메이커(Craig Shoemaker, 1958년 11월 15일 ~ )는 미국의 배우, 영화 프로듀서, 텔레비전 프로듀서, 작가, 성우, 희극 배우, 각본가, 텔레비전 배우이다.
필라델피아에서 태어났다.

## 영화
- 다크 허니문 (2008년)
- 세이프 하우스 (1998년)
- 스크림 2 (1997년)
- 닥터슬론 (1993년)
- 장미의 표적 (1993년)